# 三条郵便局
三条郵便局（さんじょうゆうびんきょく）は新潟県三条市にある郵便局。民営化前の分類では集配普通郵便局であった。

## 概要
住所：〒955-8799 新潟県三条市旭町2-1-1

## 沿革
- 1872年（明治5年）旧9月 - 三条郵便取扱所として開設[1]。
- 1875年（明治8年）1月1日 - 三条郵便局（四等）となる。同年11月22日より為替取扱を開始。
- 1879年（明治12年）3月10日 - 貯金取扱を開始。
- 1892年（明治25年）2月16日 - 三条郵便電信局となる。
- 1903年（明治36年）4月1日 - 通信官署官制の施行に伴い三条郵便局となる。
- 1966年（昭和41年）6月1日 - 電話通話および和文電報受付事務を開始[2]。
- 1986年（昭和61年）6月2日 - 三条市本町三丁目から同市旭町二丁目に移転。
- 1993年（平成5年）7月1日 - 外国通貨の両替および旅行小切手の売買に関する業務取扱を開始。
- 2007年（平成19年）10月1日 - 民営化に伴い、併設された郵便事業三条支店に一部業務を移管。
- 2009年（平成21年）9月28日 - 郵便事業三条支店が統括する帯織集配センター（三条市帯織、〒959-1199）の廃止に伴い、同支店が取扱業務を承継。
- 2012年（平成24年）10月1日 - 日本郵便株式会社の発足に伴い、郵便事業三条支店を三条郵便局に統合。

## 取扱内容
- 郵便、印紙、ゆうパック、内容証明
- 貯金、為替、振替、振込、国際送金、外貨両替、国債、投資信託
- 生命保険、バイク自賠責保険、自動車保険、変額年金保険、がん保険、引受条件緩和型医療保険
- ゆうちょ銀行ATM
- 「955-00xx」「955-08xx」区域（三条市（合併以前からの三条市域））、「959-11xx」区域（三条市（旧南蒲原郡栄町域））の集配業務
- ゆうゆう窓口

## 風景印
- 表記は『三条』
- 図案は『五葉松』・『六角巻凧』・『昭栄大橋』
- 使用開始日は1992年（平成4年）10月15日

### 過去の風景印
- 1980年（昭和55年）6月13日 - 1992年（平成4年）10月14日
  - 表記は『三条』
  - 図案は『元成寺』・特産品『農機具』

## 周辺
- 三条市役所
- 三条市立図書館
- 三条市歴史民俗産業資料館
- 国道289号
- 信濃川、五十嵐川

## アクセス
- JR弥彦線 北三条駅から北東へ約700m（徒歩約8分）
- 三条市内循環バス「ぐるっとさん」 三条郵便局停留所下車
- 北陸自動車道 三条燕ICから南東へ約3km
- 駐車場あり：29台